# Donald Thomas MacDonald Banks
Sir Donald Thomas MacDonald Banks, britanski general, * 1891, † 1975.